# حرکت آهسته
اسلوموشن (به انگلیسی: Slow motion یا slowmo)، حرکت آهسته یا کُندنمایی به افکتی گفته می‌شود که در فیلمسازی زمان کندتر می‌شود و حرکت‌ها آهسته‌تر می‌گردند. این روش نمایش را آگوست موسکر اهل اتریش اختراع کرد.
در این روش فیلمبرداری فیلم با سرعت معمولی فیلمبرداری می‌گردد و در زمان نمایش سرعت پخش آن را کاهش می دهند. بعضی از دوربین‌های فیلمبرداری قابلیت فیلم برداری با تعداد فریم بیشتر از ۳۰ فریم در ثانیه را دارند که باعث می‌شود در زمانی که فیلم با سرعت آهسته نمایش داده می‌شود کیفیت آن افت نکند.